# Flughafen Hanoi

i7
i11
i13
Der Internationale Flughafen Nội Bài (vietnamesisch Cảng hàng không quốc tế Nội Bài, englisch Nội Bài International Airport, IATA-Code: HAN, ICAO-Code: VVNB)  ist der zweitgrößte Flughafen in Vietnam (nach dem Tan Son Nhat International Airport in Ho-Chi-Minh-Stadt) und der größte in Nordvietnam. Er ist der Flughafen der Hauptstadt Hanoi. Er dient als Heimatflughafen und Drehkreuz der Vietnam Airlines.

## Geschichte
Im Jahr 1960 begann man mit den Bauarbeiten für einen Militärflugplatz in der Tiefebene des Roten Flusses, etwa 20 Kilometer nördlich von Hanoi.
Im Jahr 1965 konnte der Flugplatz seinen Betrieb aufnehmen.
Nach dem Vietnamkrieg und der vietnamesischen Wiedervereinigung 1975 wurde der Flugplatz auf den Standard eines Zivilflughafens gebracht. Trotzdem wurde erst 1980 ein erstes Passagierabfertigungsgebäude fertiggestellt. Das Gebäude war 1700 Quadratmeter groß und konnte 300 Passagiere pro Stunde abfertigen. In der Folgezeit wurden vier weitere Terminals errichtet, die zusammen eine jährliche Kapazität von 2 Millionen Passagieren bewältigen konnten.
Im Jahr 1995 entschied die Regierung die Abfertigung in einem einzigen Gebäude zu bündeln und beschloss die Erbauung eines leistungsfähigen Fluggastgebäudes. Fünf Jahre später wurde das heutige Terminal 1 eröffnet. Das Gebäude soll eine Lotusblüte symbolisieren.
Anfang 2006 konnte die neue, vier Kilometer lange, südliche Piste eingeweiht werden. Ende 2006 wurden die alten Fluggastbrücken durch neue, gläserne ersetzt und einige hinzugefügt. Später kamen ein neues Catering-Gebäude und ein Frachtterminal hinzu.
Im Dezember 2014 wurde das Noi Bai International Airport Terminal 2 eröffnet. Es liegt ca. 1 km westlich vom Terminal 1. Seitdem wird der internationale Passagierverkehr über dieses Terminal abgewickelt.

## Flughafengelände

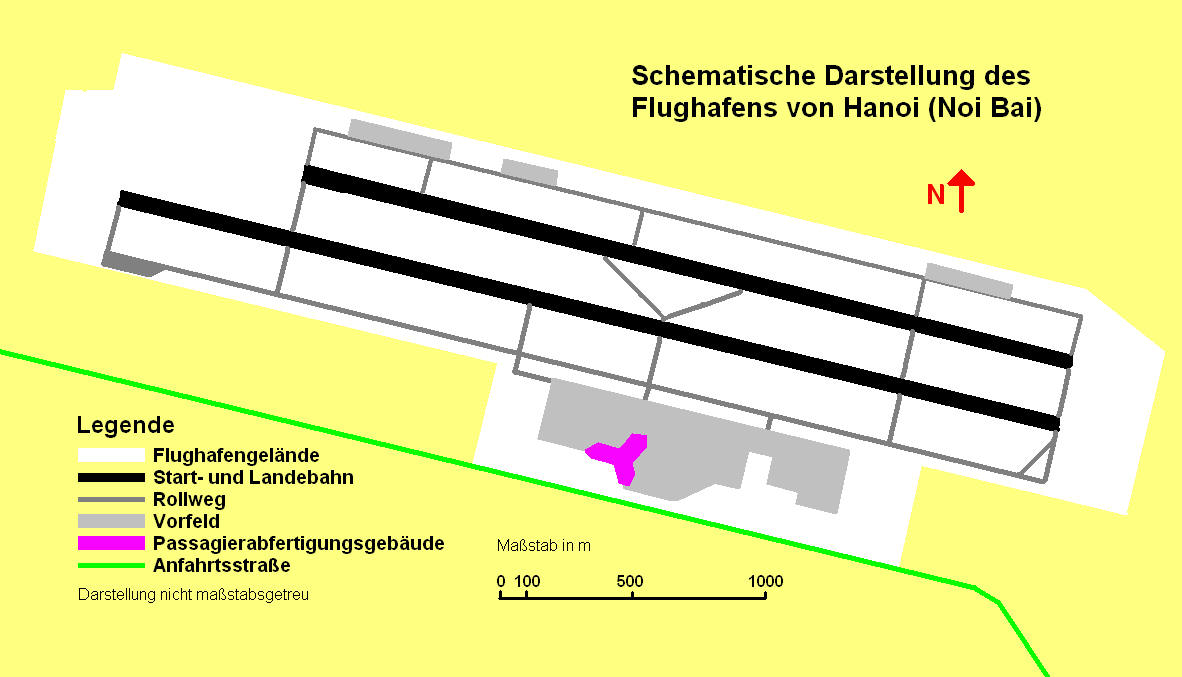
Übersichtskarte des Flughafengeländes

Das Flughafenareal ist etwa 1000 Hektar groß. Der Flughafen befindet sich 20 Kilometer nördlich des Hanoier Stadtzentrums in der Nähe der Stadt Thach Loi.

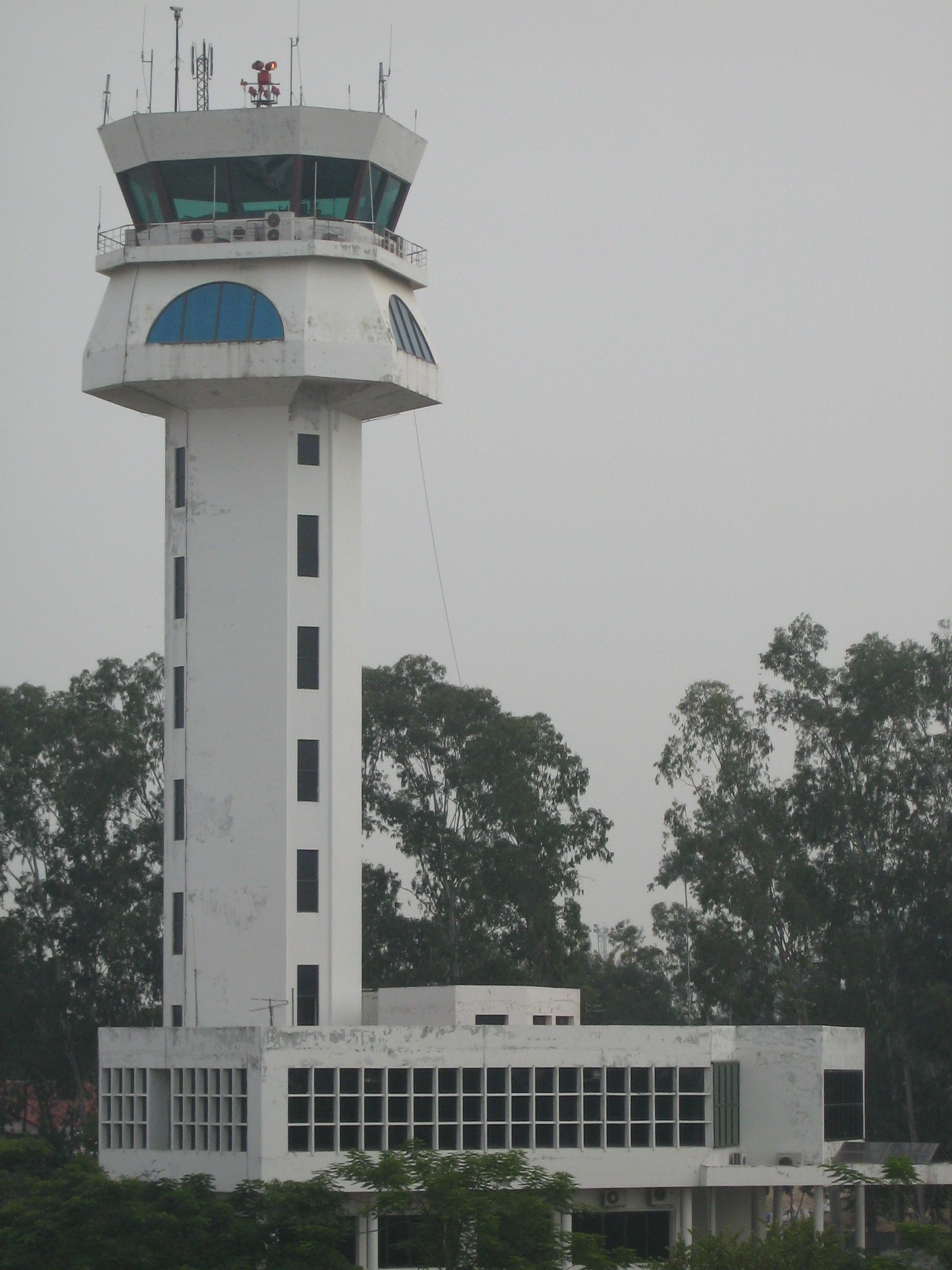
Kontrollturm

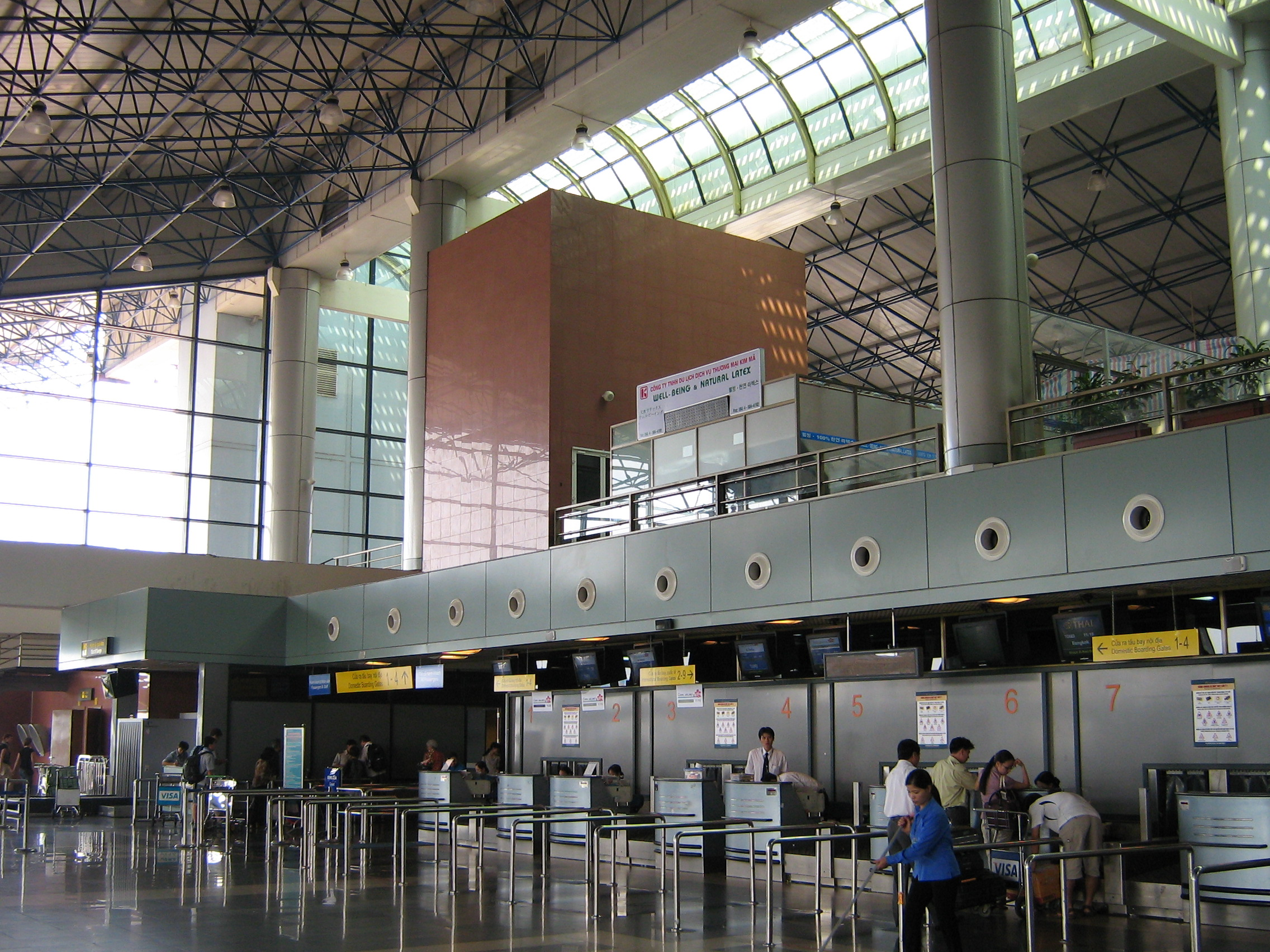
Check-in-Halle

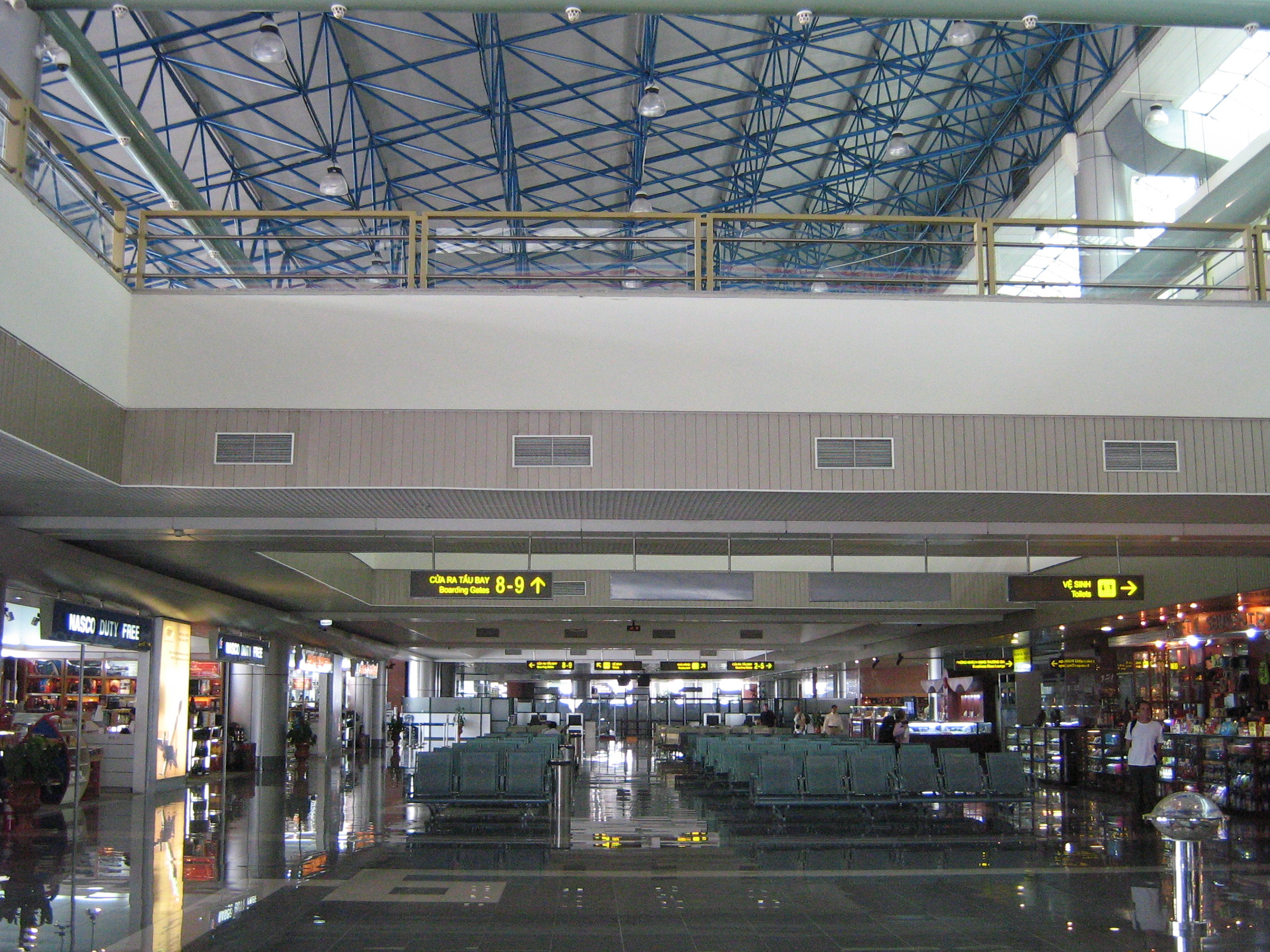
Wartehalle mit Geschäften

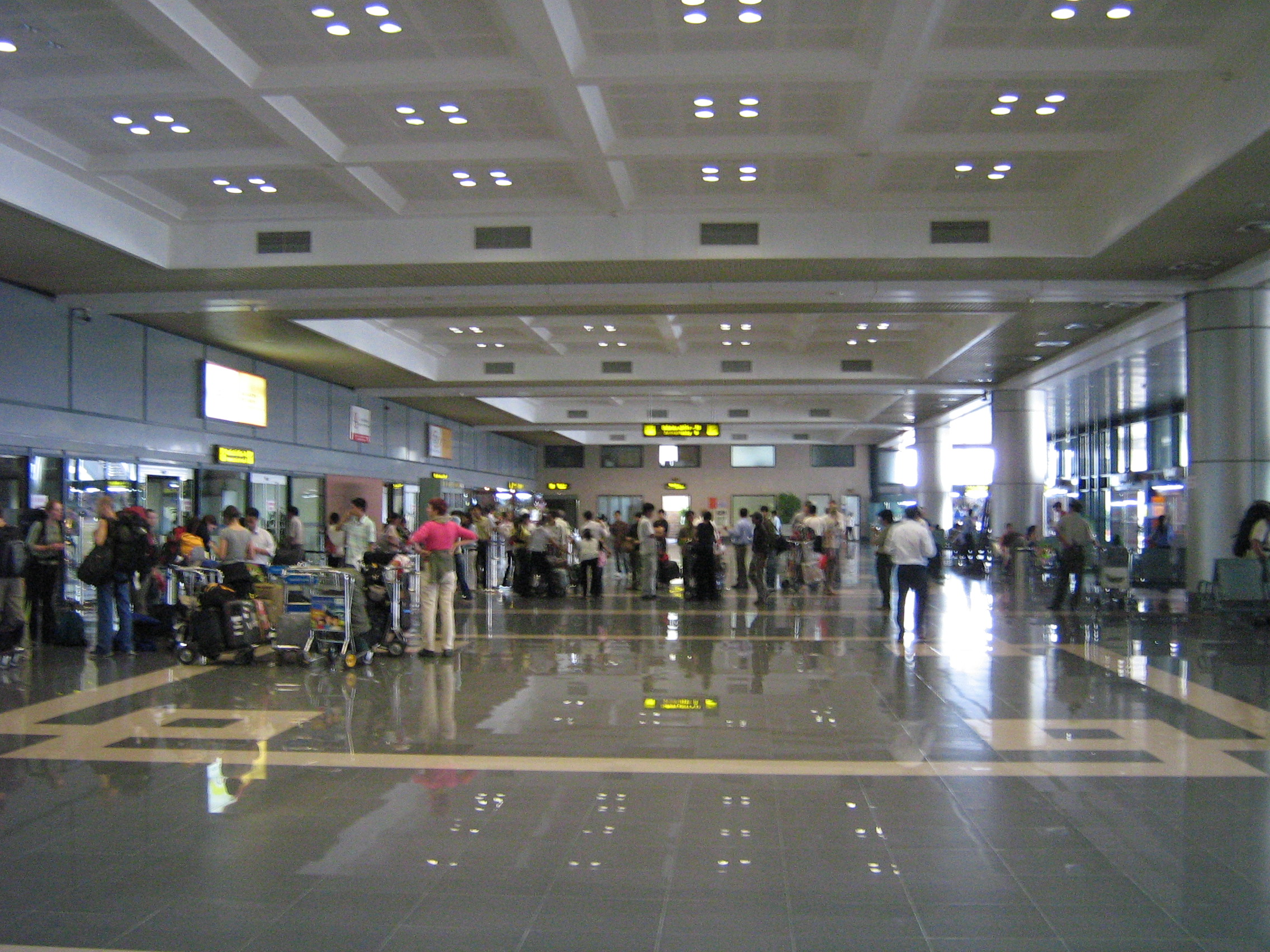
Eine der beiden Ankunftshallen

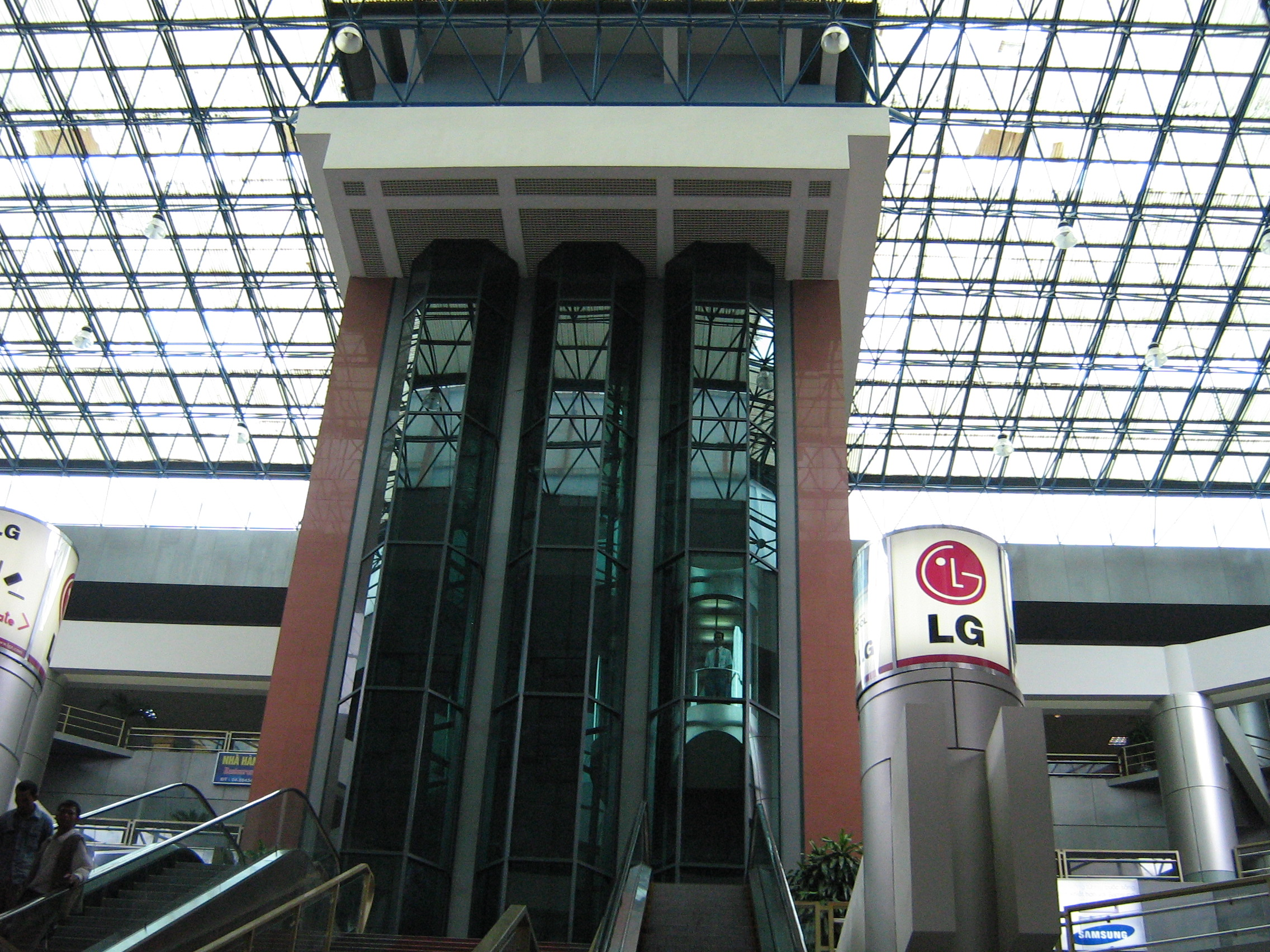
Zentraler Gebäudekörper mit Glasdach

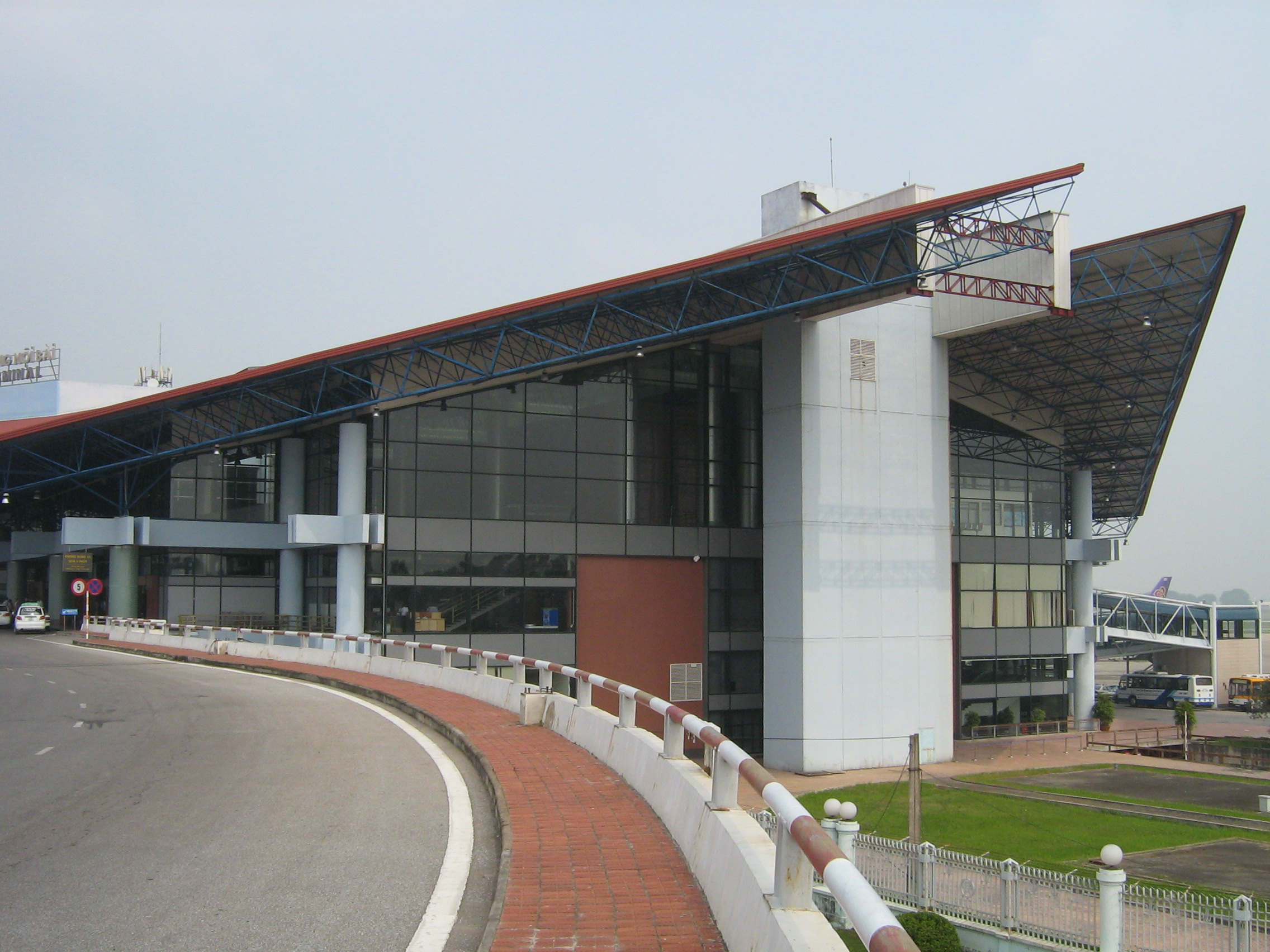
Dach

Die beiden Start- und Landebahnen verlaufen in Ost-West-Richtung. Die beiden Pisten sind 3800 und 4000 Meter lang und 60 Meter breit. Sie sind durch einen 188 Meter breiten Grasstreifen voneinander getrennt. Zur nördlichen Piste gibt es fünf An- und Abrollwege, davon zwei Schnellabrollwege im 30°-Winkel. Die südliche Piste wird ebenfalls von fünf An- und Abrollwegen gekreuzt, die zum Teil zur nördlichen Bahn führen.
Die militärischen Einrichtungen befinden sich heute nördlich der beiden Pisten. Der zivile Teil des Flughafens erstreckt sich südlich der Pisten. Südlich der beiden Pisten befindet sich auf voller Länge ein Taxiway. Nördlich der Pisten gibt es einen kleinen Taxiway, der nur von kleinen Flugzeugen berollt werden kann.
Am Passagierabfertigungsgebäude (Terminal 1) führt eine autobahnähnliche Schnellstraße entlang.
Im Nordwesten befinden sich einige schalenförmige Kampfflugzeugunterstände. Südlich der Start- und Landebahnen befinden sich von Westen nach Osten das Fluggastgebäude, der Tower, das Gebäude für Staatsempfänge und zwei Hangars.

## Passagierabfertigungsgebäude national (Terminal 1)
Die Planungen für ein neues, großes Passagierabfertigungsgebäude wurden 1995 aufgenommen, da man alle Abfertigungsaktivitäten unter einem Dach haben wollte. Außerdem waren die anderen Abfertigungsgebäude nicht mehr zeitgemäß.
Im Jahr 2000 ging das neue Gebäude in Betrieb. Das Gebäude ist mit fünf Fluggastbrücken ausgestattet und ist 90.000 m² groß. Es kann bis zu 4000 Passagiere pro Stunde abfertigen.
Das dreiecksförmige Gebäude besteht aus fünf Ebenen und soll eine Lotusblüte symbolisieren. Es gibt einen zentralen Gebäudekörper von dem drei Gebäudeflügel abzweigen. Einer dieser Gebäudeflügel besitzt an beiden Seiten Flugsteige, die anderen beiden Gebäudeflügel haben nur an einer Seite Flugsteige, da die andere Gebäudehälfte die Check-in-Halle beherbergt. Die Check-in-Halle ist also in zwei Teile geteilt, die „A“ und „B“ benannt sind. Mit den Gepäckausgabehallen und den dazugehörigen Empfangshallen verhält es sich genauso.
In der untersten Ebene werden ankommende Passagiere abgefertigt. Hier befinden sich Passkontrolle, Gepäckausgabebänder, Zollkontrolle, Geldwechselbüros, Touroperators, Hotelvermittlung usw.
Die zweite Ebene existiert nur an den Gebäudeseiten, die zum Vorfeld zeigen. Sie dient ausschließlich dazu, die ankommenden Passagiere von den Fluggastbrücken/Flugsteigen zu den Fahrtreppen, die zur Passkontrolle führen, zu leiten.
Die dritte Ebene beherbergt die Abfertigungseinrichtungen für abfliegende Passagiere. Hier befinden sich etwa 50 Check-in-Schalter, Schalter für die Flughafengebühr, Passkontrolle, Wartelounges der Flugsteige und die darumliegenden Geschäfte, Restaurants, Cafés und die Lounges der Fluggesellschaften.
Die vierte Ebene wird bisher noch nicht vollständig genutzt und befindet sich zurzeit im Umbau (Stand: Ende 2006). Die Etage existiert nicht über der Check-in-Halle. Die vierte Ebene ist für weitere Gastronomie- und Konsumeinrichtungen gedacht, die bisher dort jedoch nur spärlich vorhanden sind. Die Ebene ist in zwei Zonen unterteilt. Zu der einen gelangen nur Passagiere, die die Passkontrolle bereits passiert haben. Dieser Teil ist über Treppen in der Mitte des zentralen Gebäudeflügels zu erreichen. Der andere Teil ist öffentlich zugänglich und kann über zwei Freitreppen aus der Check-in-Halle erreicht werden.
Die fünfte Ebene besteht nur im zentralen Gebäudekörper und kann durch die gläsernen Fahrstühle, welche alle Ebenen miteinander verbinden, erreicht werden.
Die Seite des zentralen Gebäudekörpers zur Straßenzufahrt hin, besitzt ein gläsernes Dach, durch das Licht bis in die dritte Ebene einfallen kann.
Unter dem Glasdach, im zentralen Gebäudekörper, verbinden Fahrtreppen und Panoramaglasaufzüge die erste und die dritte Ebene.
Abfliegende Passagiere, die einen Inlandsflug besteigen wollen, müssen nach dem Check-in durch zwei Zugänge an den Enden jeder Check-in-Halle. Passagiere, die international fliegen, gehen durch den Zugang im zentralen Gebäudekörper. An diesen Zugängen wird man durchleuchtet. Internationale Passagiere müssen zusätzlich die Passkontrolle passieren. Hinter den Kontrollen befinden sich Hallen, in deren Mitte Sitzgruppen angeordnet sind, die von einer Vielzahl an Geschäften umgeben sind. Zu den Flugsteigen begibt man sich erst, wenn der Flug angesagt wurde. Ursprünglich waren nur vier der Flugsteige mit Fluggastbrücken ausgestattet. Nach der Renovierung der Fluggastbrücken werden nun noch mehr Flugsteige mit diesen Passagierbrücken ausgestattet.
Eine Straßenzufahrt besteht sowohl auf der untersten, als auch auf der dritten Ebene.

### Architektur
Das Dach wird durch eine Verstrebungstechnik, die aus vielen blauen Stangen in Dreiecksformation besteht, getragen.
Die spitz zulaufenden Dächer ragen weit über die Gebäudegrenzen hinaus. Der Dachgiebel ist durch eine Glaskuppel ersetzt, durch die ständig Licht ins Innere des Gebäudes dringt.

## Passagierabfertigungsgebäude international (Terminal 2)
Das im Dezember 2014 eröffnete Terminal 2 liegt etwa 1 km westlich vom Terminal 1. Der internationale Passagierverkehr wird über Terminal 2 abgewickelt.

## Fluglinien und Ziele

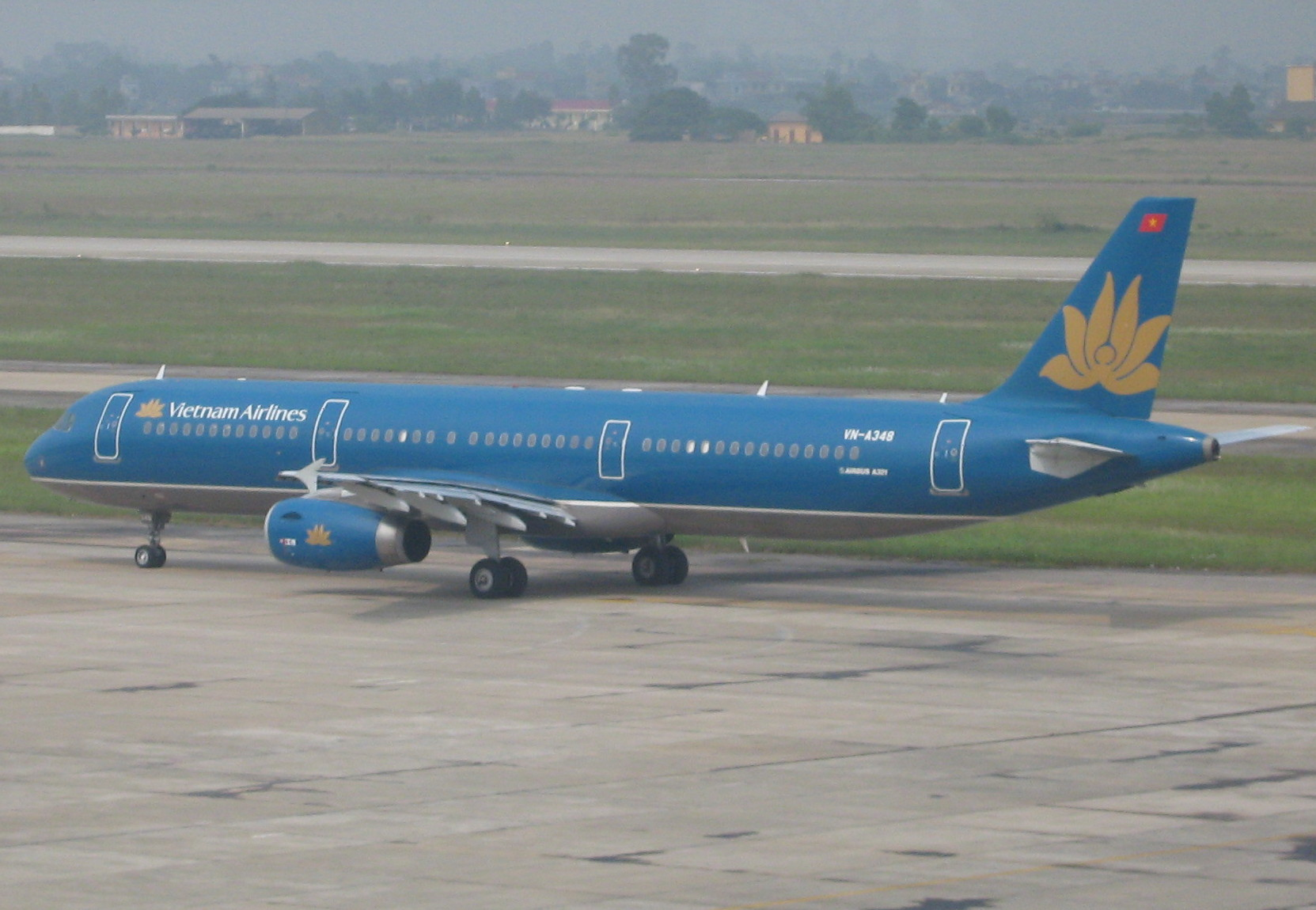
Airbus A321 des Homecarriers Vietnam Airlines

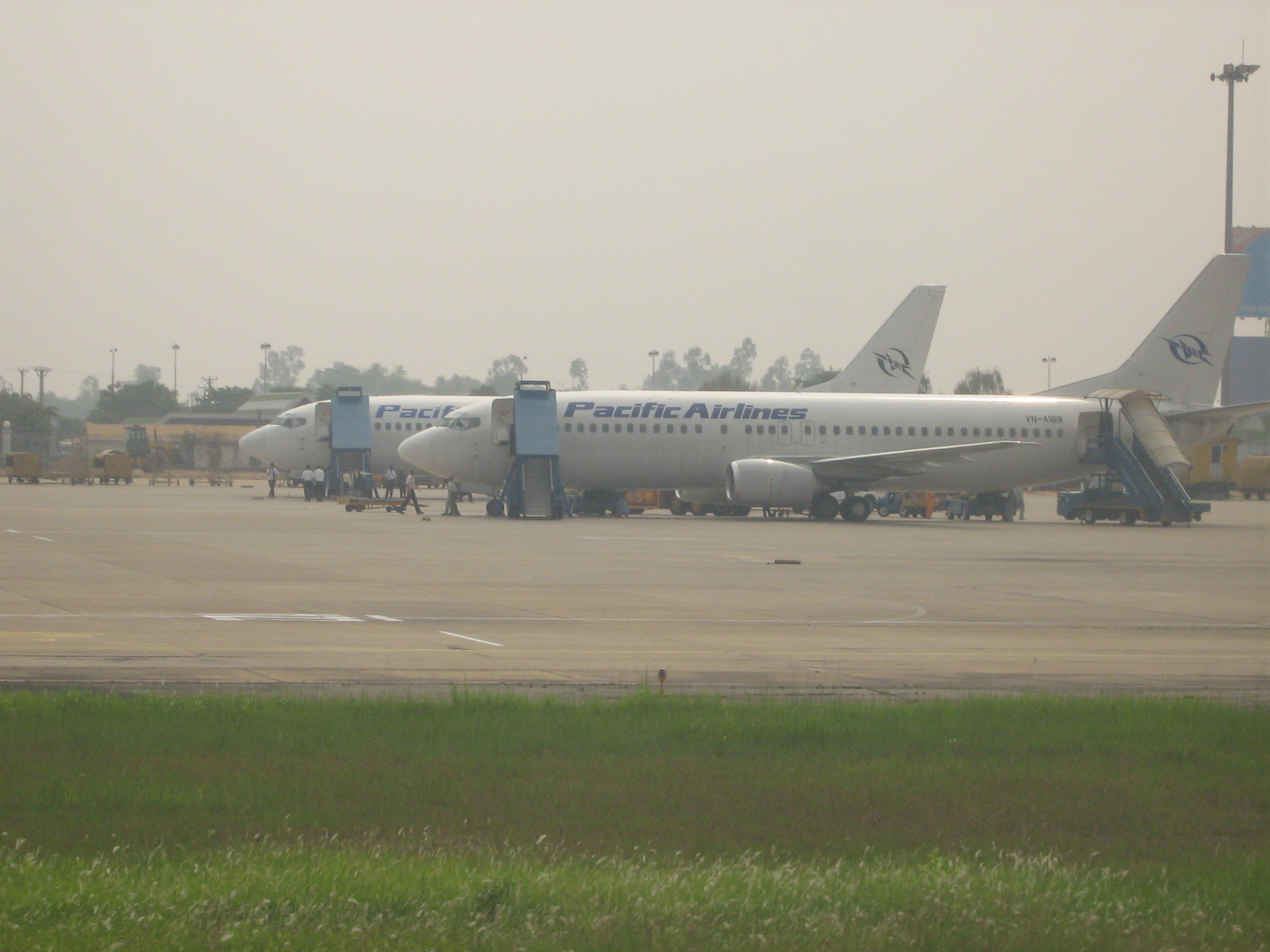
Zwei Boeing 737-400 der vietnamesischen Pacific Airlines

Für das Gros der Flüge am Hanoier Flughafen sind die ansässigen, vietnamesischen Fluggesellschaften Vietnam Airlines, VietJet Air und Jetstar Pacific verantwortlich. Sie betreiben ein dichtes Inlandsstreckennetz. Vietnam Airlines fliegt alle wichtigen Metropolen in Ost- und Südostasien an und bedient außerdem auch drei Routen nach Europa. Mehrmals wöchentlich starten Boeing 787s zum Pariser Flughafen Charles de Gaulle, zum Londoner Flughafen Heathrow und zum Frankfurter Flughafen.
Fluggesellschaften aus dem europäischen Raum, die den Flughafen bedienen, sind Turkish Airlines, die russische Fluggesellschaft Aeroflot und Air France.
Der Flughafen wird von allen bedeutenden Fluggesellschaften des südostasiatischen und ostasiatischen Raumes mehrmals wöchentlich angeflogen. Diese Airlines setzten vor allem Boeing 737s (u. a. Malaysia Airlines) oder Widebodies wie den Airbus 330 ein (u. a. Thai Airways, Eva Air) oder Boeing 777 (u. a. Singapore Airlines, Korean Air).

## Transport
Der Stadtbus Nr. 7 (Richtung: Kim Ma) verbindet den Flughafen mit Hanois Stadtzentrum (ca. 27 km) zwischen ca. 05:00 und 22:00 Uhr alle 15 bis 20 Minuten. Die Fahrzeit beträgt bis zu einer Stunde. Der Stadtbus Nr. 17 fährt die Long Bien Bushaltestelle in Hanoi an.
Die Bushaltestelle befindet sich rechts neben dem Ausgang der Ankunftsebene (Terminal 1).